# 小山阳平
小山阳平（日语：／ Koyama Yōhei，1998年5月31日—），日本男子高山滑雪运动员，2016年冬季青年奥林匹克运动会男子大回转银牌得主、2017年亚洲冬季运动会男子大回转金牌得主。